# Av. 68 - Calle 11 (estación)
La estación sencilla Calle 11 hará parte del sistema de transporte masivo de Bogotá, TransMilenio, inaugurado en el año 2000.

## Ubicación
La estación está ubicada específicamente sobre la Avenida Carrera 68 entre calle 9 y calle 11.
Atenderá la demanda de los barrios Salazar Gómez, Lucitania y sus alrededores. En las cercanías se encuentra el Colegio Nacional Nicolás Esguerra.

## Origen del nombre
La estación no cuenta aún con un nombre oficial, sin embargo, provisionalmente y durante la etapa de construcción se le asigna un nombre provisional relacionado con la nomenclatura de las vías más cercanas o que servirán de acceso a la misma. Previo a la puesta en funcionamiento de la troncal, se realizó un proceso de selección del nombre con la comunidad para generar apropiación del sistema.

## Historia
En noviembre de 2018 se anunció el convenio de financiación entre el Gobierno Nacional y el Distrito que asegura los recursos para la construcción de las troncales de la avenida Ciudad de Cali y la avenida Congreso Eucarístico. En octubre de 2019 se inició el proceso de licitación para diseñar y construir esta troncal, y finalmente, el 23 de enero de 2020 se adjudicó la construcción de esta troncal. El acta de inicio fue firmada a finales de junio del mismo año.

## Servicios de la estación

### Esquema
| ← Norte         |               |               |         |
| Calle 11        | sin servicios | sin servicios | Calle 9 |
| En construcción | Vagón 2       | Vagón 1       | Puente  |
| Calle 11        | sin servicios | sin servicios | Calle 9 |
| Sur →           |               |               |         |

### Servicios urbanos
Así mismo funcionan las siguientes rutas urbanas del SITP en los costados externos a la estación, circulando por los carriles de tráfico mixto sobre la Avenida Carrera 68, con posibilidad de trasbordo usando la tarjeta TuLlave:
| Código | Sector                     | Dirección     | Rutas                                           |
| ------ | -------------------------- | ------------- | ----------------------------------------------- |
| 101A07 | F Colegio Nicolás Esguerra | AK 68 - CL 10 | A503A606A610C137C155C705K627K721K724 661 C1 E44 |
| 101B07 | F Colegio Nicolás Esguerra | AK 68 - CL 10 | A611D630K317K812 634                            |
| 101C07 | F Colegio Nicolás Esguerra | AK 68 - CL 9A | D607D800K302K527 576 C101                       |
| 101D07 | F Colegio Nicolás Esguerra | AK 68 - CL 9A | C156D208 367 SE6 T40                            |
| 072A07 | F Br. Lusitania            | AK 68 - CL 11 | G137G503H610H627H705H721L155L812 661 C1 E44     |
| 072B07 | F Br. Lusitania            | AK 68 - CL 11 | A302H317H606H611H630L800 634                    |
| 072B07 | F Br. Lusitania            | AK 68 - CL 11 | G208G527H607 576                                |
| 072B07 | F Br. Lusitania            | AK 68 - CL 11 | G156 367 C123 SE6 T40 T62                       |

## Ubicación geográfica
| Noroeste: Kennedy    | Norte: Kennedy      | Nordeste: N Calle 13               |
| Oeste: Kennedy       |                     | Este: Puente Aranda                |
| Suroeste: F Marsella | Sur: N Av. Américas | Sureste: F Pradera - Plaza Central |